# (12371) 1994 GL9
(12371) 1994 GL9 est un astéroïde de la ceinture principale d'astéroïdes découvert en 1994.

## Description
(12371) 1994 GL9 a été découvert le 14 avril 1994 à Kiyosato (Japon) par Satoru Ōtomo.

### Caractéristiques orbitales
L'orbite de cet astéroïde est caractérisée par un demi-grand axe de 2,28 UA, un périhélie de 2,05 UA, une excentricité de 0,10 et une inclinaison de 3,51° par rapport à l'écliptique. Du fait de ces caractéristiques, à savoir un demi-grand axe compris entre 2 et 3,2 UA et un périhélie supérieur à 1,666 UA, il est classé, selon la JPL Small-Body Database, comme objet de la ceinture principale d'astéroïdes.

### Caractéristiques physiques
(12371) 1994 GL9 a une magnitude absolue (H) de 14,5 et un albédo estimé à 0,309.